# Horta Oest
Horta Oest Spanyolországban, Valencia Valencia tartományában található comarca. Horta Oest Camp de Túria, Hoya de Buñol, Horta Nord, Horta Sud, Ribera Alta és Comarca de València comarcákkal határos.